# Albin Köbis (Schiff, 1948)
Die Albin Köbis ist eine unter deutscher Flagge fahrende Gaffelketsch mit Heimathafen Kiel. Eigner und Betreiber des Schiffes ist Christian Aschinger. Sie ist nach dem Matrosen Albin Köbis benannt.

## Überblick
Das Schiff wurde 1948 in Barth auf der Schiffswerft Sanitz als Fischereifahrzeug aus Eiche gebaut und auf den Namen Karl Krull getauft. Es diente bis in die 1970er Jahre als Fischkutter. Von 1985 bis 1990 wurde es zu einer gaffelgetakelten Ketsch umgestaltet. Beim Umbau wurde auf die Segeltauglichkeit des Traditionsseglers geachtet. Heutiger Betreiber ist Christian Aschinger. Das Schiff liegt seit 2020 im Museumshafen Flensburg.

## Die Geschichte der Albin Köbis
Die Albin Köbis wurde im Jahr 1948 als Fischkutter in Barth auf dem Darß gebaut. Der Kutter zählte zur ersten Serie von zwölf Schiffen eines Kutterbauprogramms, das in jenem Jahr im Osten Deutschlands begonnen wurde und in seiner Größenordnung bis dahin einmalig war. Das Schiff basiert auf dem bereits 1936 entwickelten 17-m-Kutter „Typ D“. Das dazugehörige Muster wurde von der Maierform in Bremen entworfen und vom Germanischen Lloyd klassifiziert. Das Eichenholz für den Schiffsbau kam aus Schweden. In der Volkswerft in Stralsund erfolgte die Endausrüstung: Motor, Fangausrüstung und Fischereizubehör. Auch zwei Masten wurden gestellt, für die Antennen und die Segel: Der Kutter kam auf gute 60 m² Segelfläche, verteilt auf drei Segel. Hauptantrieb des Fischkutters war der Motor, aber die Segel sorgten dafür, dass er bei Seegang ruhiger in der See lag. Im Februar 1949 erfolgte die Nutzung als Fischkutter, damals getauft auf den Namen „Karl Krull“. Rund 30 Jahre lang fischte der Kutter Hering, Dorsch und Makrelen aus der Ostsee. Zuerst von Sassnitz unter dem Fischereizeichen SAS 86 und später von Wismar unter WIS 109, stets mit vier bis fünf Mann an Bord. Dann wurden die alten Holzkutter durch größere aus Stahl ersetzt.
1979 kaufte die Sozialistische Deutsche Arbeiterjugend das Schiff für Projektarbeiten im Verband. Einige Jahre fuhr der Kutter unter Friedensflagge in der westlichen Ostsee, aber meist lag er fest an der Pier. 1985 ergriffen vier Freunde die Initiative und nahmen einen Umbau in ein Traditions-Segelschiff in Angriff. Nach sieben Jahren Arbeit ging das Fahrzeug als Traditionssegelschiff Albin Köbis 1991 auf große Reise.

## Das Schiff
Die ALBIN KÖBIS verfügt neben Groß- und Topsegel über ein Besansegel, Fock und Klüver. Ein Schiffsdiesel sorgt neben dem Antrieb für den Bordstrom. Reguläres Segelgebiet des Schiffes ist die Ostsee, die Dänische Südsee, Rügen, Greifswalder Bodden, Hiddensee.
Die Albin Köbis nimmt regelmäßig an der Hanse Sail in Rostock, an der Rum-Regatta und der jährlichen Apfelfahrt in Flensburg teil.
Es werden erlebnispädagogische Reisen für kleine Gruppen durchgeführt um die handwerklichen Tätigkeiten zum Betrieb und Erhalt eines traditionellen Segelschiffes und der Navigation zu vermitteln.
Um auch einzelnen Personen oder kleinen Gruppen eine Segelreise zu ermöglichen, werden verschiedene Reisen zusammengestellt. Diese sind im aktuellen Törnplan zu finden.

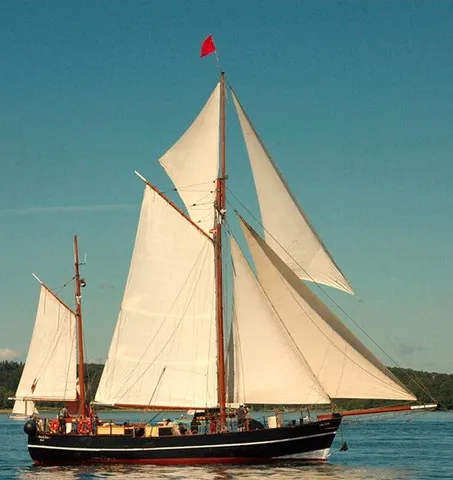
Albin Köbis
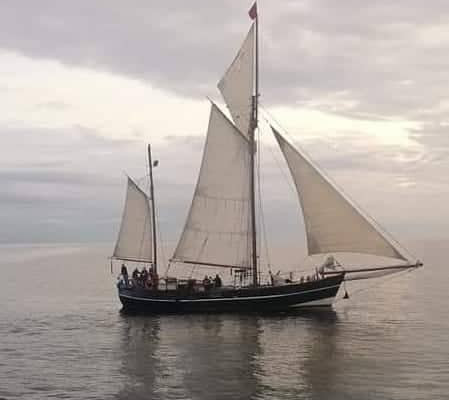
Albin Köbis unter Segeln
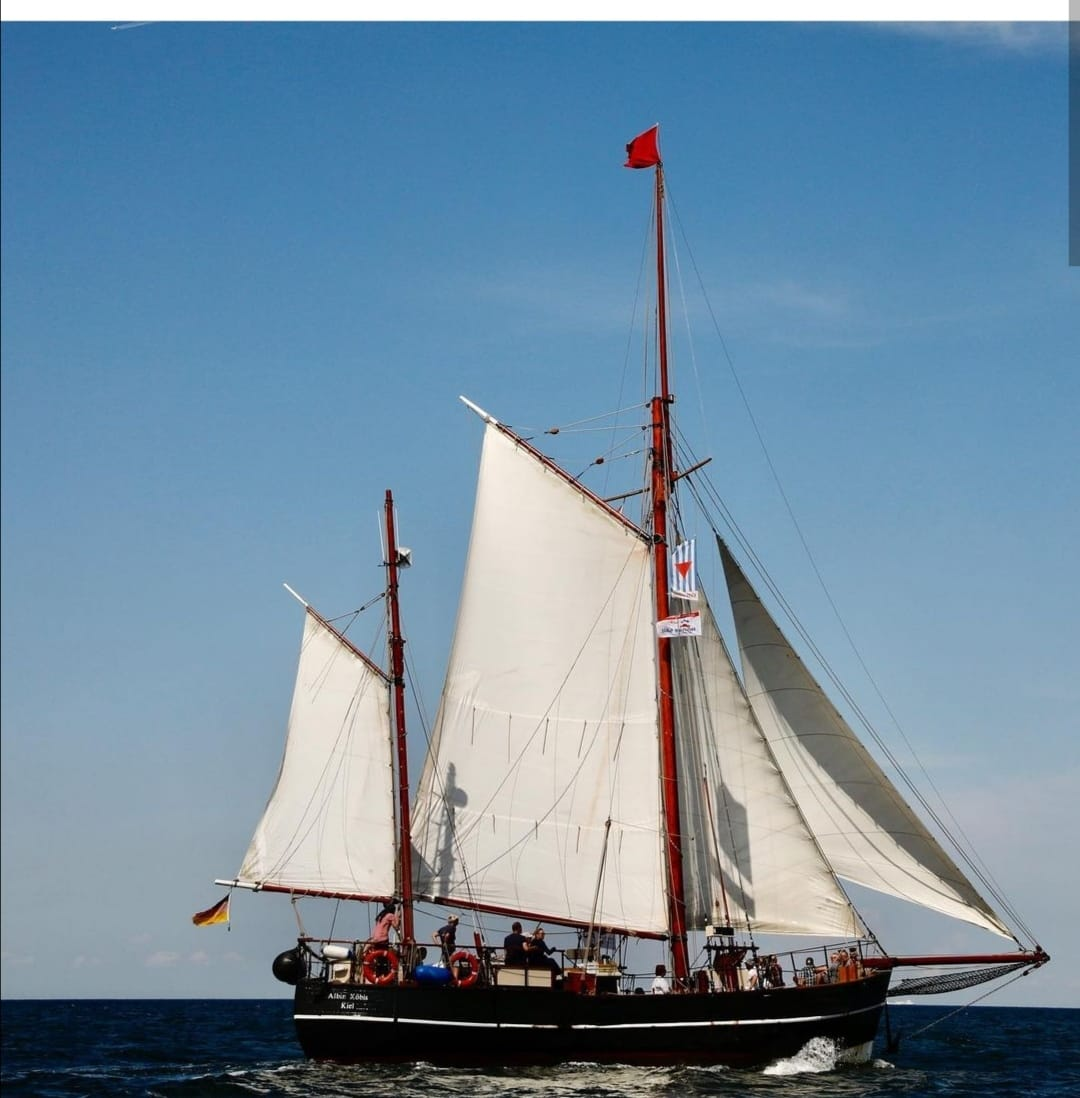
Albin Köbis, Hansesail Rostock 2021
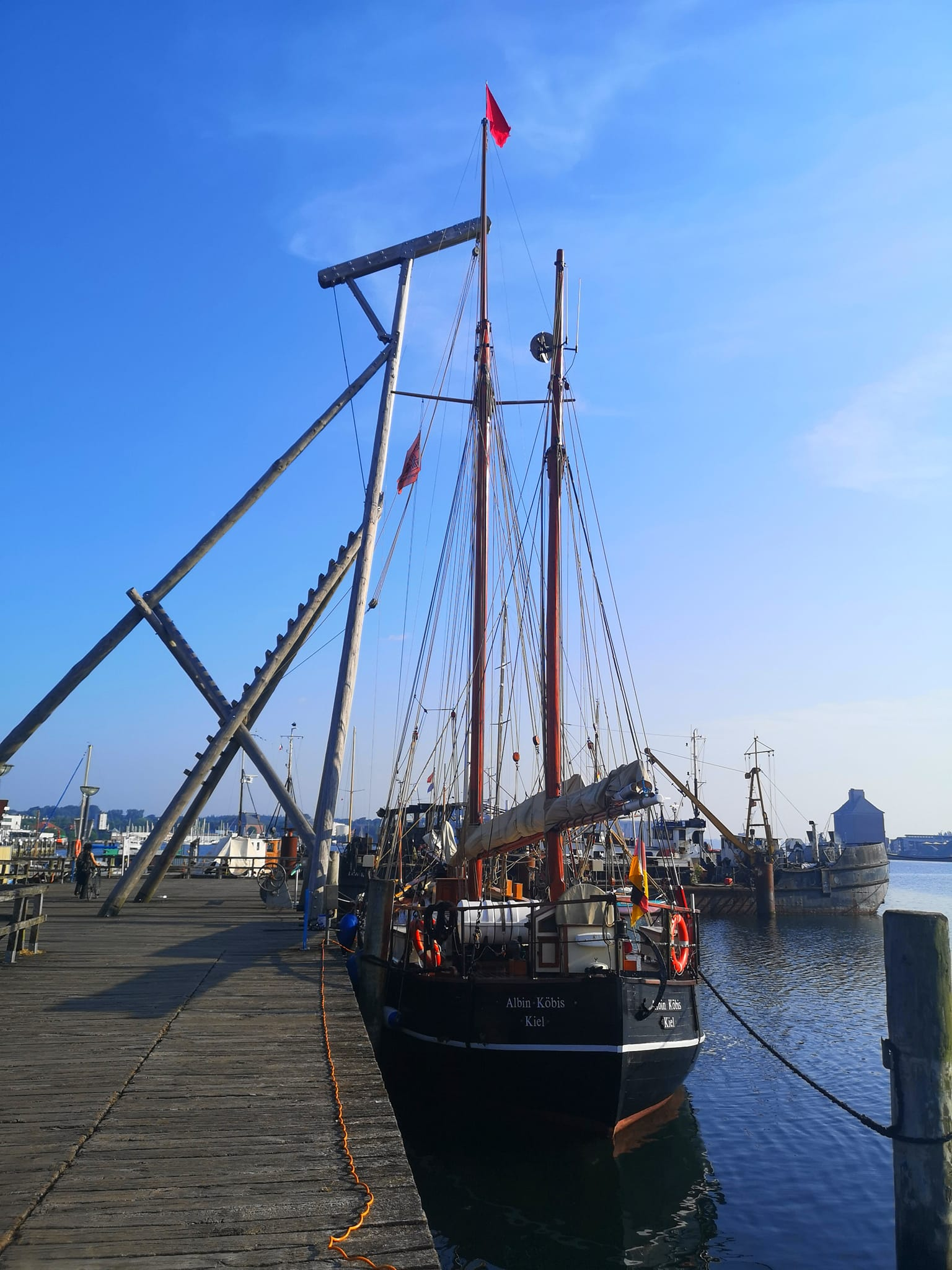
Albin Köbis Flensburg, Museumshafen, 2021